# Phaio caeruleonigra
Phaio caeruleonigra är en fjärilsart som beskrevs av William Schaus 1905. Phaio caeruleonigra ingår i släktet Phaio och familjen björnspinnare. Inga underarter finns listade i Catalogue of Life.